# Jean-Yves Leloup
Pour les articles homonymes, voir Leloup.
Pour le journaliste, voir Jean-Yves Leloup (journaliste).
Jean-Yves Leloup, né en 1950 à Angers, est un théologien, essayiste, traducteur du grec, de l'hébreu et du copte. Prêtre français, dominicain puis orthodoxe, il est l'auteur de plus de quatre-vingt-dix ouvrages traitant essentiellement de spiritualité chrétienne.
Il a traduit et commenté de manière innovante les évangiles canoniques et apocryphes, notamment de la bibliothèque de Nag Hammadi, selon Thomas, Philippe et Marie (Marie-Madeleine), ainsi que l'Évangile selon Jean et l'Apocalypse. Il rappelle les traditions primitives, méditatives et monastiques de l'Église orthodoxe (Mont Athos, Hésychasme) et l'enseignement des Pères de l'Église, notamment des Pères du désert, et en particulier d'Évagre le Pontique. Il s'intéresse à la compassion des thérapeutes décrits par Philon d'Alexandrie, à la part du féminin dans l'histoire du christianisme, et bien qu'enraciné en Occident, à l'ouverture vers les autres traditions spirituelles. Il insiste sur la dimension pleinement humaine et  pleinement divine de Jésus, ainsi que sur la dimension à la fois  humaine et divine de l’homme.
Plusieurs de ses ouvrages ont été traduits dans d'autres langues notamment en anglais, en allemand, en espagnol et en portugais .

## Biographie
Jean-Yves Leloup est né en 1950 à Angers. Converti à 20 ans, après « un constat de mort clinique et un retour à la vie », c'est au Mont Athos, par la voie de l'orthodoxie qu'il découvre le christianisme. À son retour en France, il entre chez les dominicains. Il est formé en théologie et ordonné prêtre au couvent des dominicains de Toulouse en juin 1978. Puis il étudie « la psychologie dans une université New Yorkaise, (Université de Syracuse), séjourne en Californie, s'initie aux philosophies orientales et séjourne au centre de psychothérapie initiatique de Karlfried Graf Dürckheim en Allemagne »ce qui, selon les auteurs du guide des spiritualités, est déterminant pour sa compréhension de la dimension thérapeutique du christianisme.

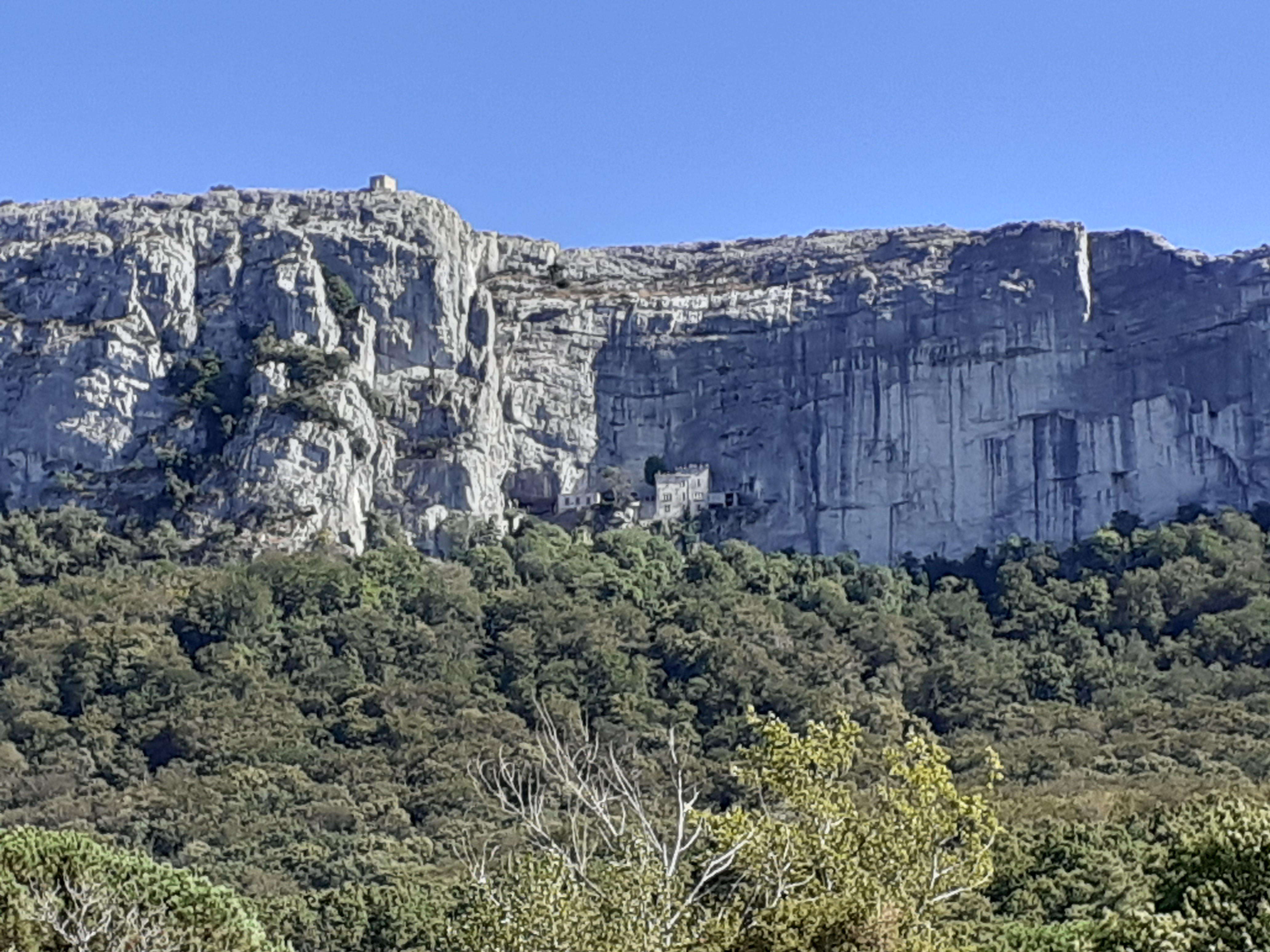
Vue de la Sainte Baume et de la chapelle du pilon depuis l'hôtellerie.

À partir de 1981, dans l'ancienne hostellerie dominicaine de la Sainte-Baume, avec le père mariste Bernard Rérolle, Jean-Yves Leloup prend la direction du Centre international de la Sainte-Baume (CISB),, « université du troisième millénaire », à vocation spirituelle et inter-culturelle, où « il joue un rôle pivot dans l'ouverture et l'accueil de traditions spirituelles orientales ; le bouddhisme comme l’hindouisme, le judaïsme comme le soufisme ». Depuis, le rayonnement du centre n'a jamais été aussi grand, indique le journaliste Henri Tincq en 1986. Le centre représente un double défi pour l'Église catholique, poursuit-il ; « défi ancien : celui que représente [...] l'existence de lieux de recherches libres et d'expériences nouvelles de la vie chrétienne » ; « défi nouveau : celui que pose l'accueil de traditions spirituelles orientales vers lesquelles de plus en plus de déçus du christianisme, se tournent ». Les responsables du centre font valoir qu'ils rejoignent le dialogue interreligieux souhaité par le concile et bientôt donné en exemple, aux premières rencontres d'Assise, par le pape Jean-Paul II. « Les dominicains sont animés d’un autre projet », celui d'une reconquête de la population locale par des ministères de proximité,.
Jean-Yves Leloup quitte l'ordre en mars 1986. L'historien Olivier Chatelan indique que pendant l'été 1985, des tensions opposent la province de Toulouse et le centre sur la composition de l'équipe de direction. Il note que le fait que Jean-Yves Leloup était marié et avait un enfant ayant été porté à la connaissance des autorités dominicaines, il ne pouvait donc plus « être considéré comme dominicain » ; il doit abandonner les fonctions qu'il occupe au Centre international, tandis que  « les sympathisants du Centre prennent sa défense ». Fin 1987, l’équipe de direction du CISB se retire et finalement décide de libérer les locaux de la Sainte-Baume pour le 31 décembre 1989.
Ayant préalablement été baptisé orthodoxe dans la communauté monastique du mont Athos, Jean-Yves Leloup rejoint l'Église orthodoxe française de la communion des Églises orthodoxes occidentales ; son église, où il est connu sous son nom en religion de père Jean Séraphim, est celle de Saint-Michel dans le Var.
L'Église orthodoxe française n'est pas membre de l'Assemblée des évêques orthodoxes de France au motif, selon l'association, de ne pas être en communion avec l'ensemble de l'Église orthodoxe,.
Décrit comme « pionnier de la psychologie transpersonnelle », il est « fondateur de l'Institut pour la rencontre et l'étude des civilisations (IREC),(qui s'intéresse à l'œcuménisme) ainsi que du Collège international des thérapeutes » (qui s'occupe de l'aide spéciale aux mourants et « au soin de l'humain dans sa globalité physique, psychique et spirituelle »). Il anime également de petites communautés orthodoxes au Brésil, où il se rend régulièrement,,, depuis qu'avec Pierre Weil et Monique Thoenig, il a rédigé les premiers principes de l'Université Holistique Internationale de Brasilia, UniPaz, créée en 1986.
Jean-Yves Leloup livre quelques « fragments de son itinérance » dans son ouvrage autobiographique de 1991 L'Absurde et la grâce.

## Œuvre
Les ouvrages de Jean-Yves Leloup ayant suscité un intérêt auprès du public francophone, certains ont été choisis par le secteur de l'édition pour être traduits dans d'autres langues, à commencer par ses traductions commentées des évangiles de Thomas et de Marie.
Outre cet élément de reconnaissance, ses ouvrages suscitent des lectures diverses, avec d’une part, des réactions émanant des milieux appartenant à l’institution, allant de l'inquiétude à la prudence pour les uns, de respect pour leur sincérité, voire de leur courage pour avoir « abordé des sujets tabous dans les milieux ecclésiastiques », pour d'autres. Leur compétence, notamment en matière de patristique est soulignée. En dehors du lectorat institutionnel, d'autres analyses reflètent les progrès de l'exégèse contemporaine qui inclut le recours aux domaines de la philosophie et de la psychologie, de la linguistique et de la sociologie historique, partageant la méthode trans-disciplinaire de l’auteur, dans son objectif de dévoilement des richesses profondes, implicites et métaphoriques, des Écritures.

### Contexte et précisions liminaires

#### Les découvertes  et traductions duXXesiècle

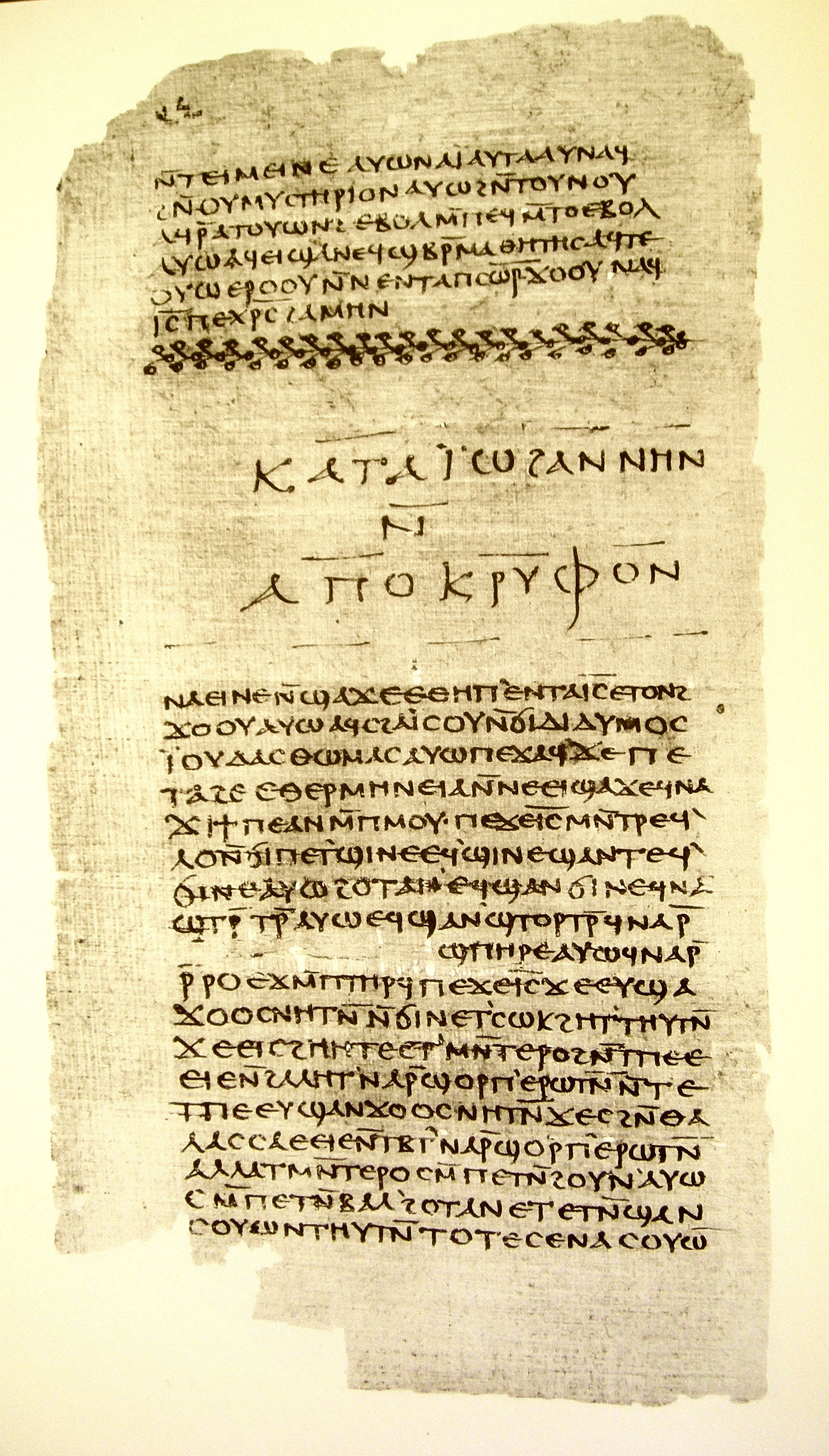
Nag Hammadi Codex II, folio 32, le début de l’évangile selon Thomas.

Après l'achat d'un papyrus en Égypte  par un orientaliste allemand en 1886 et la traduction de ce codex, dit Codex de Berlin en 1955, il y eut une autre découverte, celle de la bibliothèque de Nag Hammadi, un ensemble de treize livres anciens (ou « codex ») contenant plus de cinquante textes, en haute Égypte en 1945. Cette découverte est  d'une importance capitale et comprend, en majorité, un grand nombre d' « Évangiles gnostiques » ;  des textes dont on pensait auparavant qu'ils avaient été détruits pendant la lutte des premiers chrétiens pour définir l' « orthodoxie » , des textes tels que l'Évangile de Thomas, l'Évangile de Philippe et l'Évangile de Vérité. La découverte et la traduction de la bibliothèque de Nag Hammadi, achevée dans les années 1970 — qui complète le codex de Berlin — ont donné l'impulsion à une réévaluation majeure de l'histoire des premiers chrétiens et de la nature du gnosticisme,,,.

#### La gnose dans l'œuvre
À l'égard de la gnose, à l'occasion de l'introduction auprès du public roumain de l'ouvrage de Jean-Yves Leloup Les profondeurs oubliées du christianisme, porté à l'attention de ce lectorat par Basarab Nicolescu, directeur de la revue Transdisciplinarity in Science and Religion, le théologien orthodoxe de la faculté de théologie de l'Université Babeș-Bolyai, Liviu Vidican-Manci rédige un article sur l'approche des textes par Jean-Yves Leloup. Il s'attarde sur ce qu'il considère comme « l'utile clarification conceptuelle, sans aucune prétention de nouveauté, des notions de gnosticisme, de gnostique et de gnose » dans le chapitre Gnose et gnosticisme, gnostiques et pseudo-gnostiques dans lequel Jean-Yves Leloup apporte quelques précisions : « il identifie quatre types de gnose : 1) la gnose qui présuppose la connaissance par rapport à l'« un » (monisme) ; 2) la gnose qui est la connaissance par rapport aux « deux » (dualiste) ; 3) la gnose qui est la connaissance par rapport à un « état intérieur » (imago) ; 4) la gnose qui est la connaissance et l'intégration des « trois » (théosis, transfiguration).
Cette quatrième, patristique, est considérée comme complète par Jean-Yves Leloup qui tient à souligner que la connaissance gnostique révèle, et non pas invente ; une notion particulièrement importante dont il se sent proche dans son mode de pensée et dont il se réclame. ».
Jean-Yves Leloup se réclame des Pères de l'Église et du christianisme primitif, considérant que seule l'église orthodoxe demeure fidèle aux racines et au fonds commun de la tradition chrétienne,.

### Accueil critique, analyses et regards croisés

#### Les religieux
Jean-Yves Leloup, « homme de synthèse entre tradition et modernité » selon le Guide des spiritualités, dont la démarche, comme le rappelle le père orthodoxe roumain Răzvan Ionescu, « se veut traditionnelle (orthodoxe) et ouverte (trans-disciplinaire) […],  proposant justement au nom de cette ouverture de découvrir « Les profondeurs oubliées du christianisme » par une relecture « non dogmatique » des textes gnostiques rejetés explicitement par la tradition de l'Église » inquiète Ionescu qui considère que c'est là une « preuve d’incompatibilité » et « qu'il s’agit d'une intégration destructrice pour la théologie car elle l’entraine à manquer à sa vraie compétence ».
Paul Detienne (1924-2016), prêtre jésuite belge et missionnaire au Bengale, note dans un compte rendu de l'ouvrage Jésus, Marie-Madeleine et l'Incarnation, qu'étant donnée l'évocation « d'une relation amoureuse que le Christ aurait entretenue avec un personnage évangélique qui combine Marie Madeleine, Marie de Béthanie et une pécheresse anonyme », (comme le pensait aussi le père Raymond Léopold Bruckberger, précise l'historien des religions italien Andrea Nicolotti), et affirmant la réalité de l'incarnation, (à l’inverse des docètes), développant ce qu'il appelle « l'étreinte sacrée selon Philippe », « une conception qui [se] retrouve dans la tradition juive, — en effet, dans l'ouvrage collectif   Le Sacré aujourd'hui dirigé par Basarab Nicolescu, il est indiqué que Jean-Yves Leloup a également étudié les travaux de l'historien hébraïste Charles Mopsik, notamment sa Lettre sur la sainteté - La relation de l'homme avec sa femme dans la kabbale —, [aussi accumule-t-il], à la suite de Schalom Ben-Chorin, les « preuves indirectes » du non-célibat de Jésus ». Paul Detienne indique qu'à la fin de l'ouvrage, à la demande des hiérarques de l'Église orthodoxe, Jean-Yves Leloup doit inclure une profession de foi dans laquelle il reconnaît que « rien ne permet d'affirmer que Jésus ait exercé la plénitude de sa sexualité.»,.
Le linguiste et exégète belge Jean Radermakers (1924-2021), professeur à l'institut d'études théologiques de Bruxelles, précise dans un article sur le Roman de Judas — roman qui parait la même année (2006) que la traduction retardée et très commentée du codex Tchacos découvert à la fin des années 1970 et contenant un texte de l' Évangile de Judas — que « Jean-Yves Leloup est un philosophe, théologien orthodoxe, infatigable écrivain, excellent connaisseur des Pères grecs (Évagre le Pontique, Jean Chrysostome, Grégoire de Nysse), familier des écrits apocryphes des premiers siècles chrétiens, penseur original et personnel de la tradition chrétienne aux marges de l'institution. Son esprit, sa verve poétique, son imagination nous interpellent toujours au profond de l'être ». Il regrette toutefois que dans son roman, Jean-Yves Leloup adopte une « position subjective » et que « son expression voyage entre gnosticisme et perception personnelle », ce qui peut, selon lui, « dérouter le lecteur ». De son côté, Claude Aziza énumère les multiples interprétations qui ont été faites du personnage, pour indiquer que Jean-Yves Leloup voit en Jésus et Judas « les deux faces d'une unique Révélation ». Bruno Thibault, quant à lui, l'inscrit dans un mouvement de réhabilitation de l'apôtre Judas dans la littérature qui se développe dans la seconde moitié du XXe siècle après la Shoah : « Judas, après avoir été un repoussoir pour l'antisémitisme chrétien puis laïc, devient objet de fascination ». Radermarkers s'interroge également sur l'approche de  théologie apophatique et sur sa manière de comprendre l'apocatastase comme une purification progressive de l'homme. Il note une approche « inspirée de la psychologie moderne » et  ne comprend pas pourquoi après la fin du roman des pages d’explication en termes phénoménologiques, dédiées à Olivier Clément, posent la question de l'opposition entre histoire et mythologie. Radermakers est par ailleurs en désaccord sur plusieurs transcriptions de mots grecs, hébreux et araméens. Dans un autre compte rendu sur l' Évangile selon Philippe « qui place Jésus dans un contexte fort humain, dans des rapports intimes avec Marie-Madeleine », il prévient que le livre « s'adresse aux personnes averties qui peuvent évaluer ce genre d’écrit »,. Commentant le Notre Père. Dieu n’existe pas, je le prie tous les jours, il parle d'un « livre original, [au] style alerte. ».

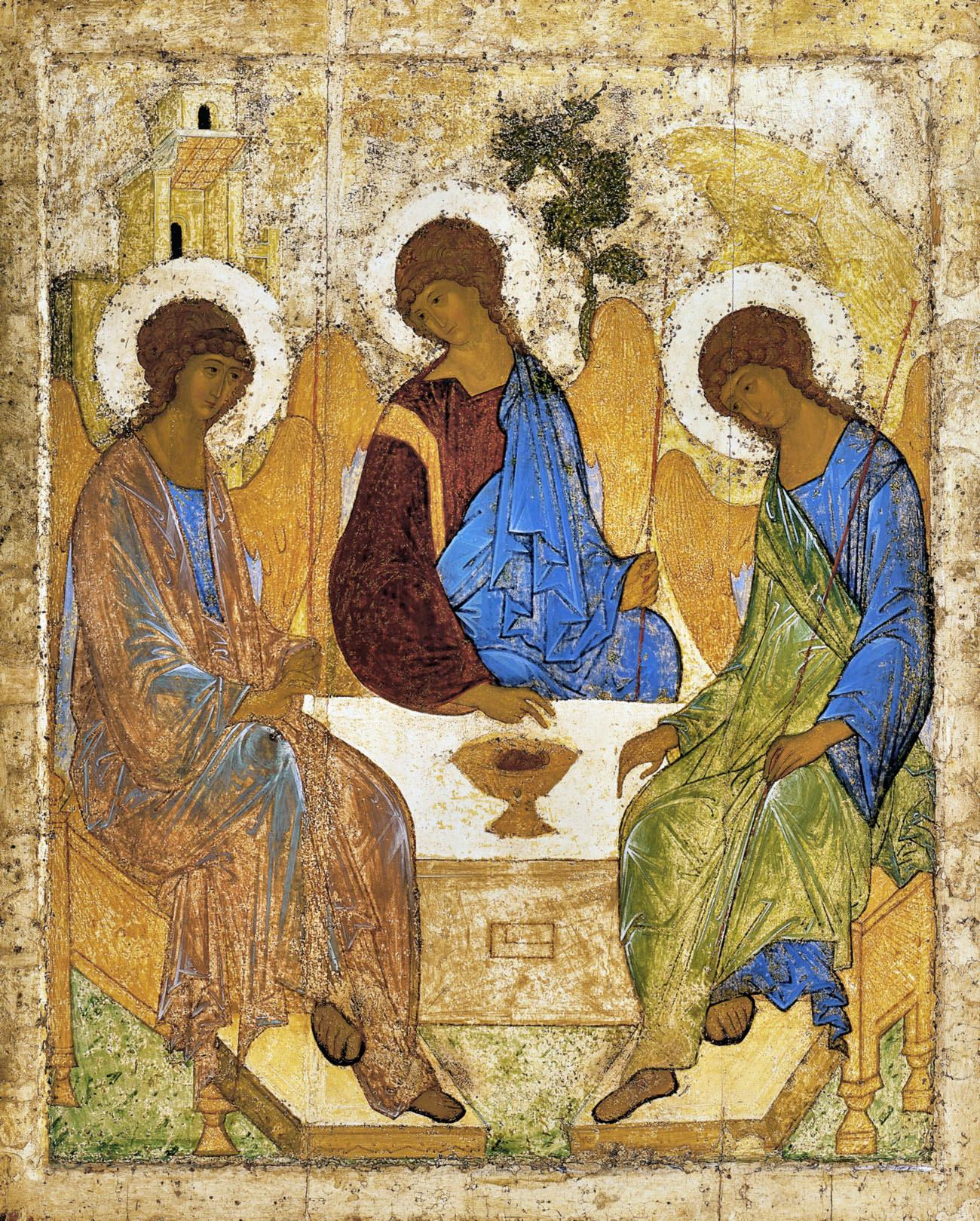
Icône de la Trinité, Andreï Roublev, Galerie Tretiakov, Moscou.

G. Navez, de la compagnie de Jésus, quant à lui, après la lecture d' Un art de l'attention et de L'absurde et la grâce, perçoit chez Jean-Yves Leloup un intérêt passionné pour saint Jean et pour les évangiles de Thomas et de Marie Madeleine, où il voit comme « l'inconscient du christianisme ». Navez souligne que « la compassion [...] de celui qui s'assied à la table des pécheurs [...] les appelle et les met en valeur » représente une leçon d'humilité et de solidarité, et y voit une quête de charité divine et de compassion fraternelle essentielle, allant au delà de « la simple correction sans assez d'amour », au delà de « l'orthodoxie durcie ou fermée dans une science suffisante », au delà des institutions […] même sacrées, qui demeurent malgré tout limitées et « appelées à la métanoïa ». Jean-Yves Leloup rejoint, pour lui, la vraie prière, l'hésychasme, et va à la rencontre de l’autre dans sa différence, tout en étant ouvert à la vie divine trinitaire qui sourd en chacun et « doit pouvoir s'épanouir librement. ».
Egon Sendler, hiéromoine, peintre et spécialiste en icônes, commentant son ouvrage L'Icône, une école du regard, avance que « celui qui est sensible à la dimension spirituelle du monde visible peut découvrir dans ce livre des idées qui manquent dans beaucoup de publications actuelles sur les icônes. Jean-Yves Leloup y entreprend la tâche difficile de faire apparaître « l’imaginal » — terme emprunté  à Henry Corbin — dans l’iconographie, « lieu inclus entre le monde matériel et le monde spirituel». ».

#### Les laïcs
Benedita Aguiar Ferreira et Wilma Martins Mendonça, deux chercheuses de l'Université fédérale de Paraíba au Brésil, analysent  l'ouvrage de Jean-Yves Leloup L'Évangile de Marie dans un article intitulé Le discours féminin sur les origines du christianisme : une analyse du testament apocryphe de Marie-Madeleine.
Elles constatent que la version proposée par Leloup tient compte du contexte socio-historique et de la société patriarcale des premiers siècles du christianisme. Elles s'appuient sur les notions de pouvoir et de connaissance telles qu'énoncées par Michel Foucault, pour montrer que la parole féminine était alors discréditée ou mise à l'écart, et que Jean-Yves Leloup attribuant à Marie Madeleine le rôle de disciple la plus intimement liée à Jésus, réhabilite l'archétype féminin dans les évangiles,  et non plus, selon la « légende ultérieure », celui d'une pécheresse repentie.

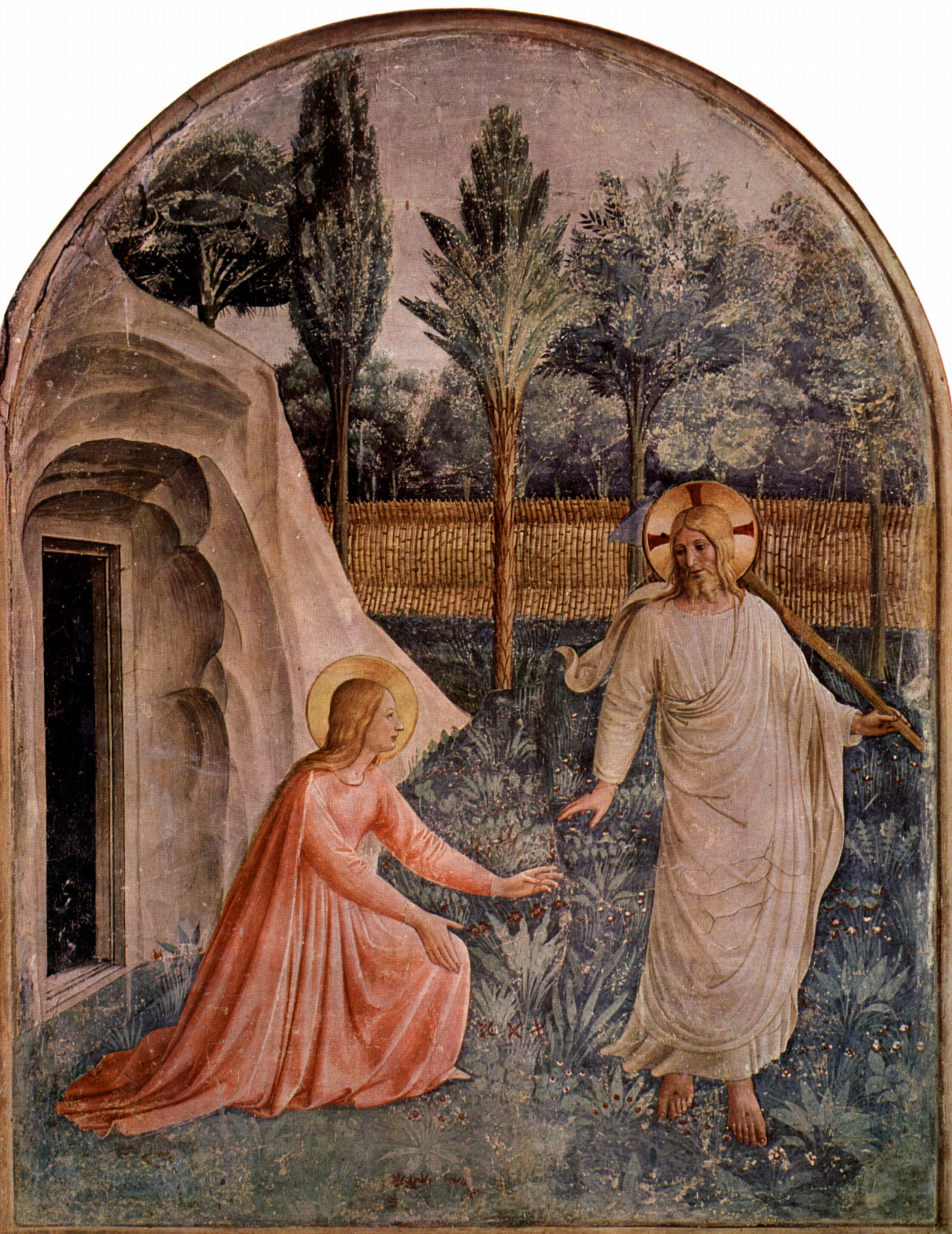
Marie Madeleine et Jésus, Fra Angelico, Musée national San Marco.

L'universitaire Bruno Thibault, dans son ouvrage de 2016 Un Jésus postmoderne : Les réécritures romanesques contemporaines des Évangiles, « qui propose une analyse de quarante romans français contemporains portant sur la vie de Jésus, qui reflètent les progrès de l'exégèse biblique mais aussi le débat actuel sur le fondamentalisme et la laïcité », dans le chapitre intitulé Jésus et la condition féminine, comparant le roman de Jean-Yves Leloup Une femme innombrable : Le roman de Marie-Madeleine à trois autres romans, respectivement  Mémoire de Marie, fille d’Israël  (1986) de Jacqueline Saveria, Marie (2006) de Marek Halter, et L'évangile selon Marie Madeleine (1984) d’Aurélia Briac, montre que chez Jean-Yves Leloup, « il n'est plus question de féminisme, mais du féminin dans l'économie du salut ». « La problématique féministe liée aux femmes de chair et d'os de l'Évangile est gommée » car pour Leloup il s'agit de parler de « l'amour de l'homme et de la femme dans sa dimension sacrée ». Ce qui a été créé à l'image de Dieu, selon les Écritures, ce n’est ni l'homme ni la femme, c’est leur relation, leur union, leur amour incarné ; « une alliance tant physique que mystique fondée sur une reconnaissance de la dualité et de l'altérité ».

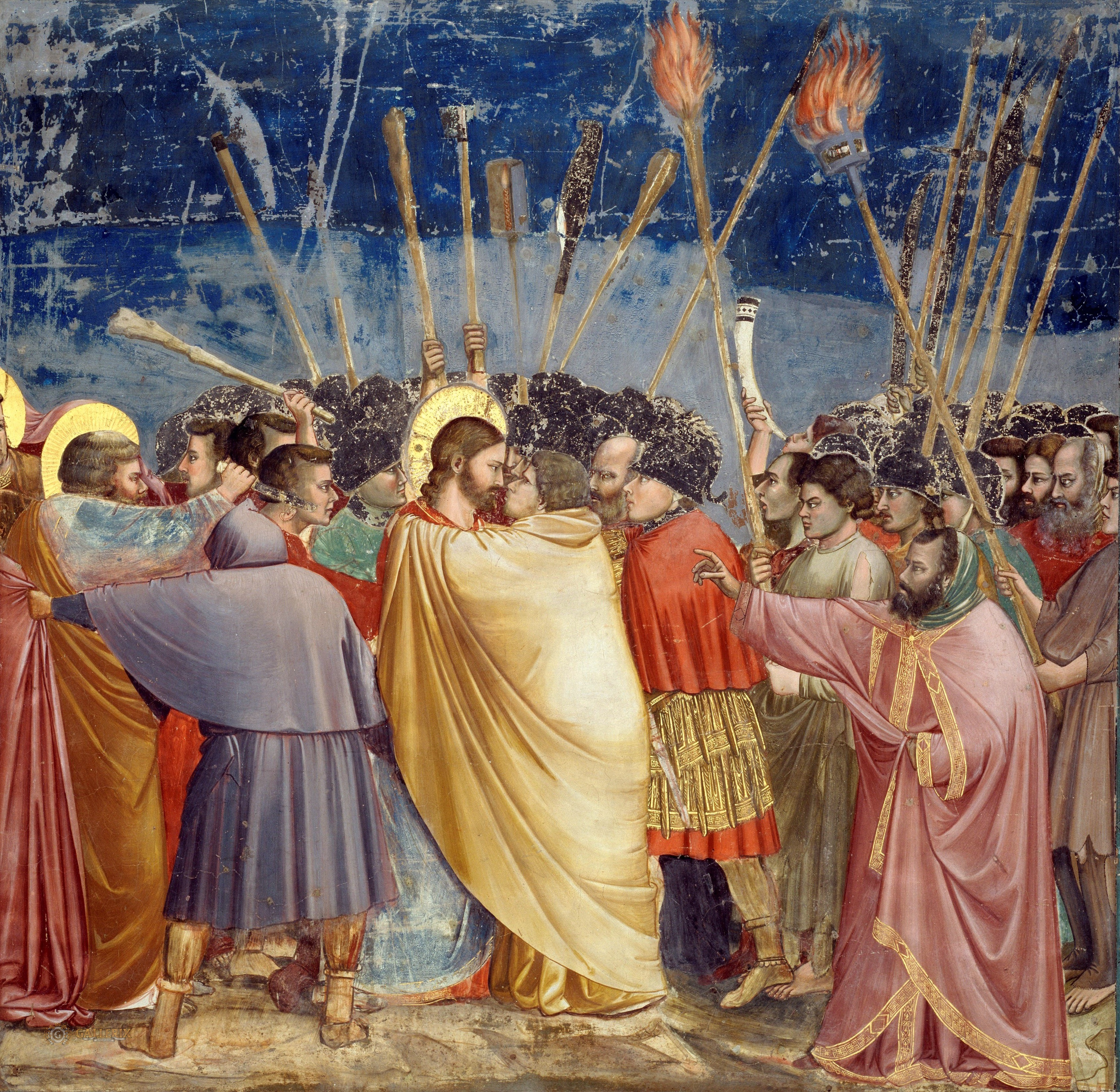
Le baiser de Judas, Chapelle des Scrovegni, Padoue, Giotto.

Dans un autre chapitre intitulé Jésus et la question juive, s'intéressant au traitement du personnage de Judas dans la littérature, Bruno Thibault rappelle que dès le XIXe siècle, des écrivains romantiques ont manifesté une sympathie pour plusieurs figures tragiques de la Bible. Le XXe siècle a ajouté Judas à ce groupe de personnages injustement maudits. En effet, après Auschwitz, citant les observations du philosophe Antonin Wiser, le rapport de culpabilité dans lequel le christianisme avait enfermé le peuple juif et son représentant Judas, s'est retourné. Nombreux sont les écrivains contemporains qui remettent en question non seulement l'explication de la trahison de Judas par l'appât du gain, mais aussi le manichéisme  inhérent à cette vision du monde. Parmi les scénarios proposés, se déploie une « hypothèse théologique » déjà présente chez certains des Pères de l'église : Jésus choisit Judas pour accomplir le dessein divin (son martyre et sa résurrection).

Selon Bruno Thibault, le roman de Leloup Un Homme trahi, à l'origine un scénario commandé par le réalisateur Patrick Alessandrin qui voulait produire un long-métrage qu’il pensait intituler Judas : l'énigme  pour éclairer le dilemme moral du 'traître' s'était adressé à Jean-Yves Leloup, exégète et théologien réputé, pour l'aider à préciser l’intrigue et les dialogues, le roman propose une véritable théodicée, indique Thibault. Il porte en exergue une citation de Camus : « Comment vivre sans la grâce ? Il faut bien s'y mettre et faire ce que le christianisme n'a jamais fait : s'occuper des damnés » . Le point de vue est centré sur Judas, sa conscience et son expérience intérieure. Un Homme trahi insiste sur l'idéal zélote de l'iscariote. Judas et Jésus y sont des « archétypes qui peuvent entrer en résonance avec notre conscient et notre inconscient ». Le romancier rejette le stéréotype et souligne « l'incomplétude fondamentale du Mal par rapport au Bien » ;  c'est en ce sens qu'il considère son roman comme un roman à la Dostoïevski, un roman qui scrute la psychologie de l'homme damné. Tandis que pour Radermakers, le roman  pourrait « déconstruire la foi du lecteur ». Bruno Thibault note par ailleurs que Leloup rappelle au lecteur que Judas « étant le seul lettré du groupe » d'apôtres, il prenait soin de noter les paroles du maître sur le coup et au jour le jour. Pour lui, Leloup suggèrerait ainsi que le témoignage de Judas est plus fidèle que celui, écrit de mémoire, par les évangélistes.
Concernant la traduction des textes de l'Ancien et du Nouveau Testament, la linguiste Josette Larue-Tondeur  indique dans un texte de 2010 intitulé Traductions bibliques opposées, qu'ils sont difficiles à traduire, et ce pour plusieurs raisons tenant de la structure même des langues primitives qui contiennent des ambivalences dues à la co-présence dans un même mot de sens opposés, à l'absence de temps [de conjugaison] ou de négation et du caractère poétique du texte biblique
. Pour elle, « La parole biblique abonde en paradoxes qui sont rejetés parce qu’ils déstabilisent, mais des ébranlements successifs sont nécessaires à toute évolution ». « Les groupes religieux, bien qu'ils s'efforcent de conjuguer les efforts spirituels, risquent toujours de se souder sur des rites et des lois jusqu'à vouloir imposer leur vérité sans respect de la littérarité du texte qui va de pair avec une lecture plurielle et non littérale. »
Citant quelques exégètes, parmi lesquels la psychanalyste Marie Balmary  et Henri Meschonnic qui remettent en cause les traductions et interprétations qu'ils estiment déformées pour des raisons psychologiques ou idéologiques, notamment autour des notions de commandements, de lois, d’interdit et surtout de l'objectif de libération qui revient souvent dans la texte biblique. Citant l'Évangile selon Thomas, elle rappelle qu'« il comporte un passage expliquant qu'il ne veut pas donner de nouvelle loi parce que les hommes risqueraient de s'en rendre esclaves. Un autre passage du même évangile incite à la connaissance de soi ». Elle ajoute que « cet idéal d’éveil est masqué par la rigidité et une abdication face à la liberté : [et] le devoir de ressembler à des enfants ne correspond pas nécessairement à l'absence d’autonomie ni à la soumission aveugle, mais plutôt à la curiosité en éveil et la capacité à évoluer ». « C’est donc un infantilisme regrettable que traduit la recherche apeurée de préceptes : la liberté effraie, comme le montrent les traductions opposées de Jean-Yves Leloup », notamment dans  Un art de l'attention, qui revenant à la langue originale des textes met en évidence des traductions de sens opposés soulignant la liberté encouragée par les écrits sacrés. « Il s'agit de devenir autonome et libre sans modèle,  c’est l'inverse de la soumission aveugle ». « Il s'agit de répondre à son propre désir et non à celui de l'autre. »
L'écrivain et journaliste chrétien Christophe Henning, dans un compte rendu de lecture de Métanoïa : une révolution silencieuse, rappelle que Jean-Yves Leloup « est nourri de plusieurs traditions et fidèle au christianisme ». Il retrouve la richesse des enseignements orientaux dans la tradition chrétienne, en particulier dans les écrits des Pères du désert, notamment d'Évagre le Pontique. « Spécialiste des Pères de l'Église, il invite à la réconciliation avec soi-même et à l'ouverture à plus grand que soi dans une démarche qui tient de l’enseignement et de l’accompagnement, avec une manière holistique d'approfondir la relation à Dieu et aux autres, autour de la prière du souffle – l'hésychasme – et de l'ouverture du cœur. ».
Pour Édouard Zarifian, « Jean-Yves Leloup se consacre […] à la recherche des liens entre l'amour et le sacré ». Pour Olivier Germain-Thomas, Jean-Yves Leloup « ouvre une voie ». Outre l'importance attachée « aux pratiques corporelles, [et à la] méditation, comme le souligne également Karine Papillaud,,  ou [à la] prière du cœur », — comme le rappelle de même le chercheur italien Fabio Milloni — et « l'intérêt pour le féminin dans le spirituel », « à une époque où l'intégrisme répond au matérialisme dominant », « il est du côté de la tradition, prêtre orthodoxe tout en restant ouvert aux autres spiritualités. Il est donc impossible de le classer selon les catégories anciennes et c'est en cela », pense-t-il, que Jean-Yves Leloup « symbolise pour beaucoup la seule spiritualité possible pour les temps à venir ».

## Ouvrages

### Traductions et commentaires

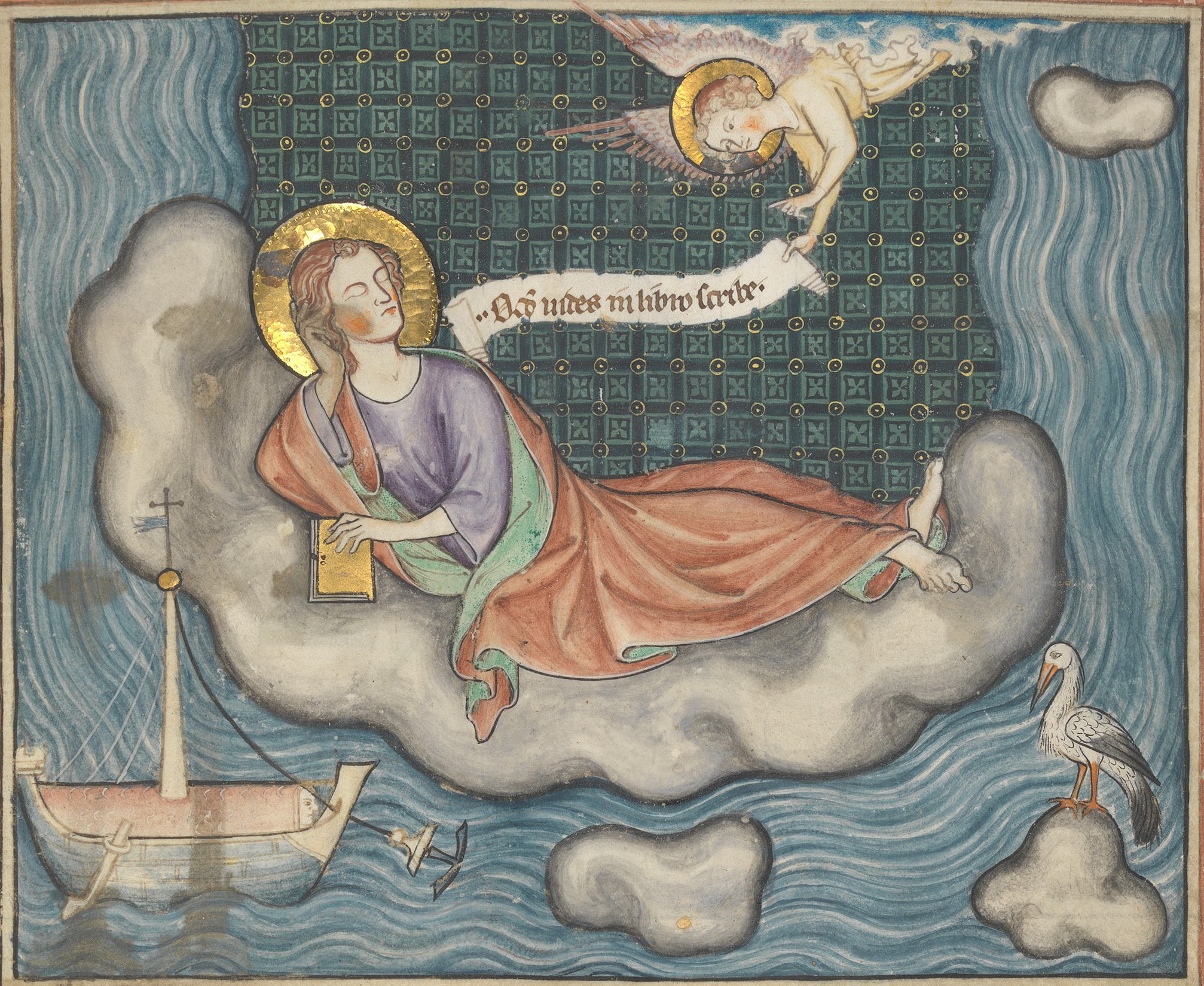
Saint Jean à Patmos, manuscrit enluminé de l'Apocalypse, c. 1330, musée Les cloîtres, Metropolitan Museum of Art.

- L'Évangile de Thomas, éd. Albin Michel, 1986 (BNF 35851064, présentation en ligne)[56], traduit en anglais. La version française est reprise et illustrée avec des calligraphies de Frank Lalou, coll. « Les carnets de calligraphie », éd. Albin Michel, 2002[57][N 20].
- L'Évangile de Jean, éd. Albin Michel, 1989, rééd. 2013 (présentation en ligne).
- Le Cantique des cantiques (traduction et notes suivies d’échos sur les interprétations bibliques de Marc Chagall), éd. De l’Ouvert, 1987, (rééd. Terre Blanche, 1998).
- L’Art d'apprivoiser le buffle (essai et traduction des dix tableaux de Kakouan), coll. « Pratiquer Zazen », éd. de l'Ouvert, (Le Fennec), 1994 (OCLC 39310131).
- L'Évangile de Marie : Myriam de Magdala, Paris, éd. Albin Michel, 1997, 224 p. (ISBN 2-226-08942-X, présentation en ligne)[47],[45].
- L'Évangile de Philippe, Albin Michel, coll. « Spiritualité vivantes », 2003 (présentation en ligne)[41].
- L'Apocalypse de Jean, Albin Michel, 2011 (présentation en ligne), rééd. 2020[59],[60],[39].
- Un obscur et lumineux silence : La théologie mystique de Denys l'Aréopagite, Albin Michel, 2013.
- Les épîtres de Jean (traduction et commentaires), Albin Michel, 2014, 272 p. (ISBN 9782226312136, lire en ligne).
- L’Ecclésiaste (Le Qohélet) : La sagesse de la lucidité, Presses du Châtelet, 2016 (rééd.Albin Michel, 2018).
- Le livre de Salomon : La sagesse de la contemplation, L'Archipel, 2017, 173 p. (ISBN 9782845927018, présentation en ligne) (rééd. Albin Michel 2019).
- Le cantique des cantiques : La sagesse de l'amour, Presses du Châtelet, 2017, (rééd. albin michel, 2019 (présentation en ligne)[61].

### Romans, contes, poèmes, récits, théâtre et autobiographie

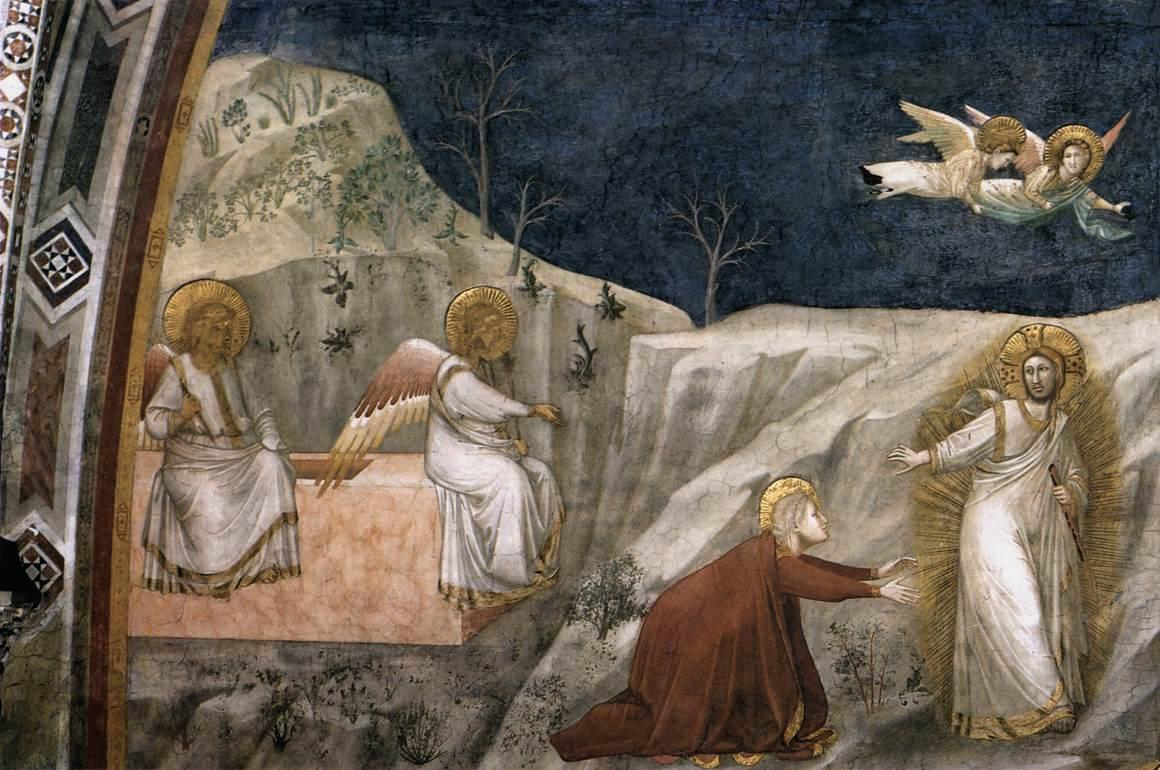
Scènes de la vie de Marie Madeleine, Noli me tangere, Chapelle de la Madeleine (Saint-François d'Assise), Giotto.

- L'art du Saule (poèmes, accompagnés d’exercices proposés par Léonore Gottwald), éd. de l'Ouvert, 1987, rééd. Verus, 2005).
- De l'aréalité du bleu, des vents, et des sables (poèmes et tableaux, sous le nom de Jean Khalil Sarov), New York - Paris - Tokyo, Nouvelles tendances de l'art contemporain, 1990 (OCLC 62780302).
- L'Absurde et la grâce : fragments d’une itinérance, Albin Michel, 1991 (OCLC 1049570951)[21].
- Nocturnes (quatre poèmes et leur traduction anglaise), Le Fennec, 1993 (OCLC 611792986).
- La vie de Jésus racontée par un arbre (conte), coll. « jeunesse », éd. Albin Michel, 1995, rééd. Le Relié, 2005.
- Une femme innombrable : Le roman de Marie-Madeleine, éd. Albin Michel, 2002 (présentation en ligne)[48].
- Un homme trahi : le Roman de Judas, suivi de réflexions sur une énigme, Albin Michel, 2006 (présentation en ligne)[40],[62],[29].
- Une danse immobile : roman, Paris, Éditions du Relié, 2015, 102 p. (ISBN 9782354901325).
- Le philosophe et le djihadiste (récit), Presses du Châtelet, 2016 (présentation en ligne)[63].
- Le testament de Myriam de Magdala : si je me tais, les pierres crieront, Sucy-en-Brie/12-Millau, Éditions Lazare et Capucine, 2018, 96 p. (ISBN 9791096673209).

### Essais et recueils

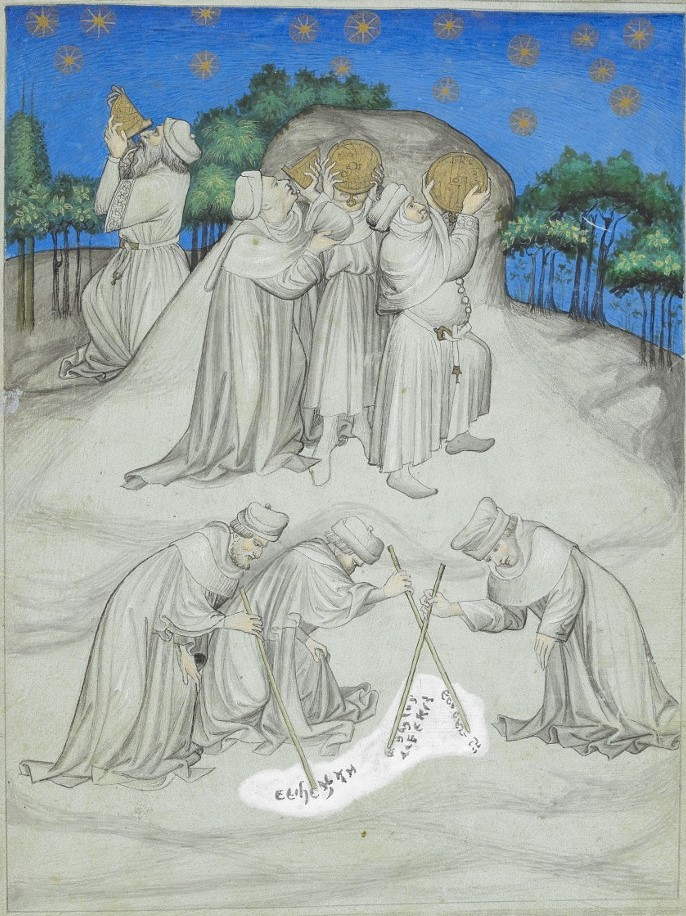
Astronomes au Mont Athos, in Les Voyages de Sir John Mandeville, c. 1400, British Library.

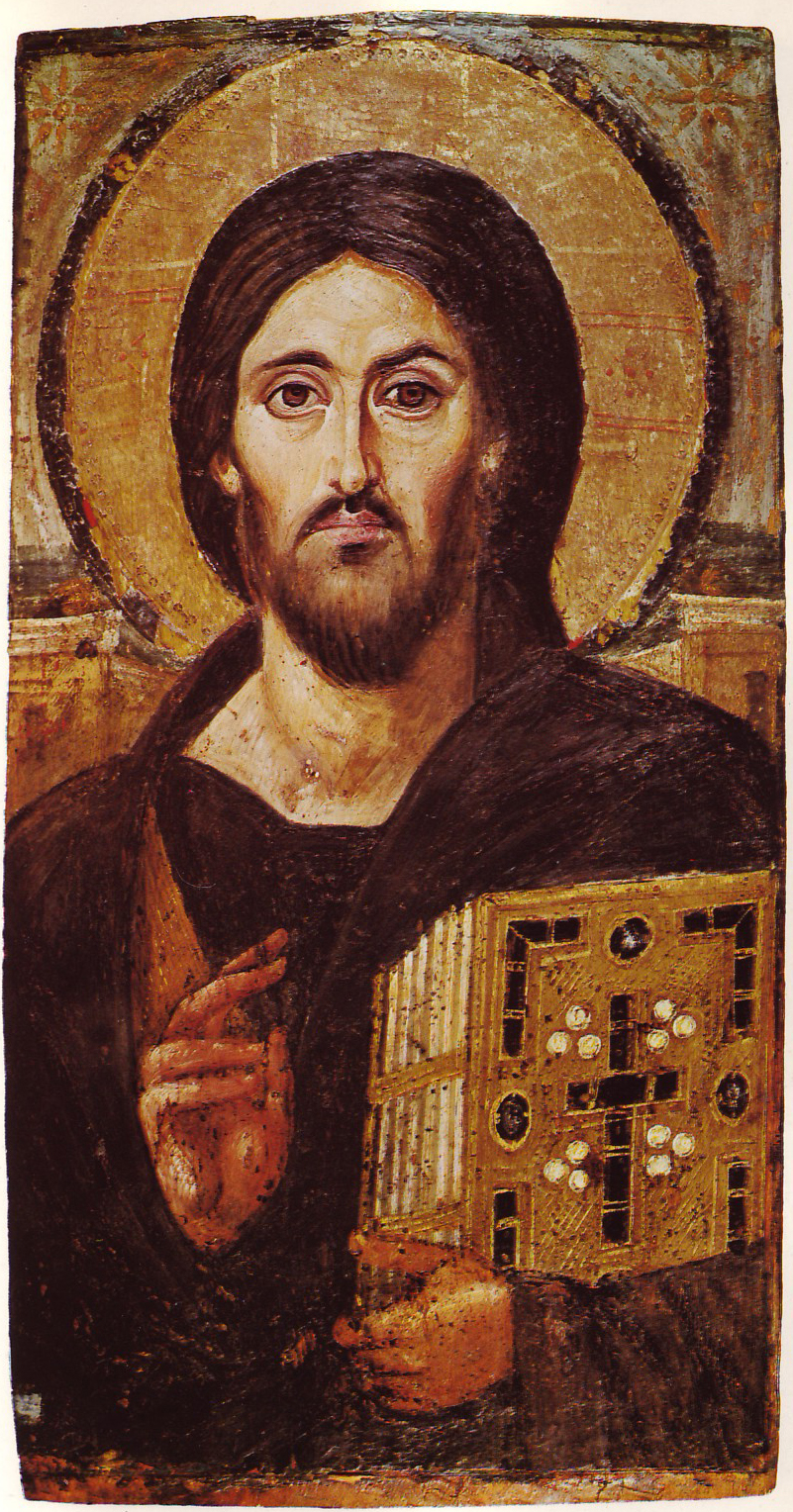
Christ pantocrator, icône du VI, monastère Sainte-Catherine du Sinaï.

Scène des pères du désert, manuscrit du moine Tadeos Awramenc, Kaffa, C. 1430.

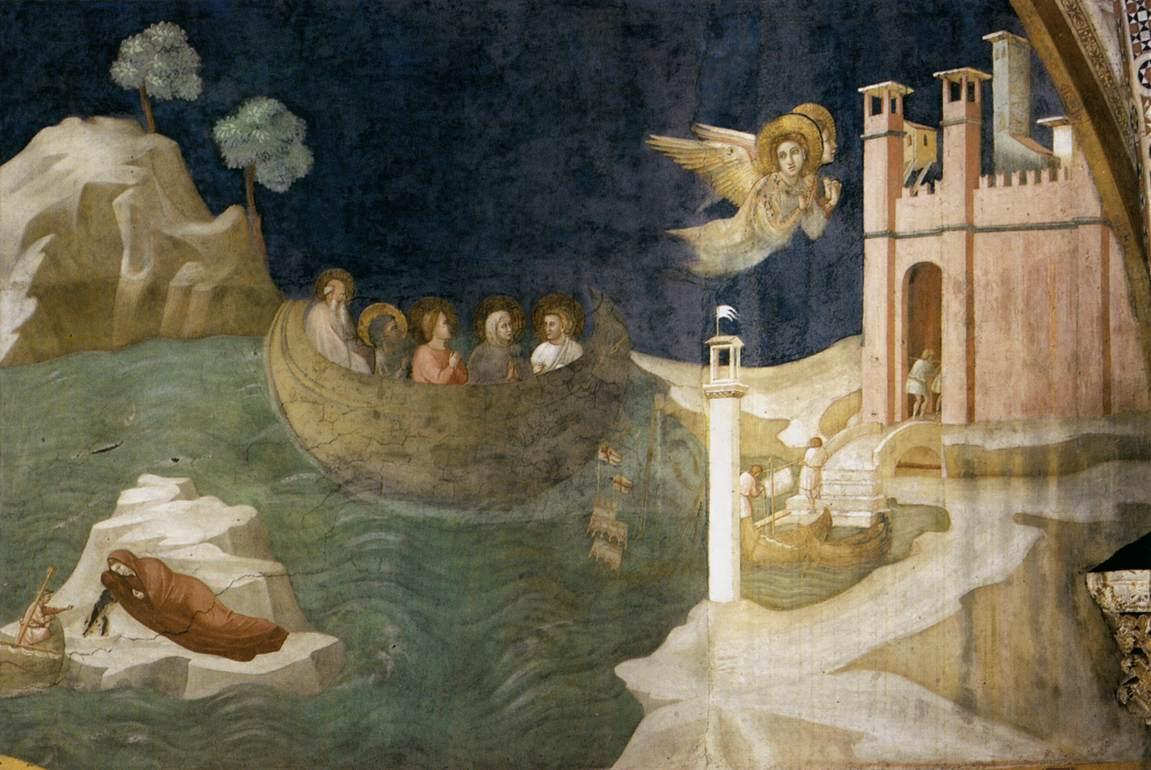
Voyage de Marie Madeleine à Marseille, Giotto, 1320, Assise (Italie).

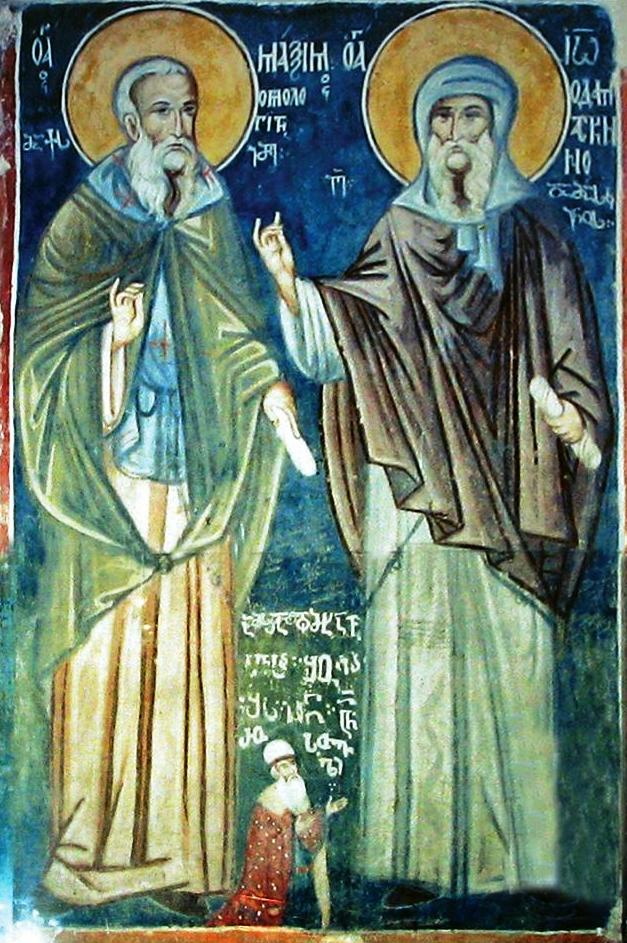
Maxime le Confesseur avec Jean de Damas et Chota Roustavéli, fresque géorgienne du monastère de la Croix, Jérusalem.

- Paroles du Mont Athos, préface de Jean-René Bouchet, Éditions du Cerf, 1980, rééd. Albin Michel, 1991.
- « Jnana Yoga. La Voie de la connaissance », in Les Yogas. Chemins de transformation, éd. Séveyrat, 1988.
- « Approche métaphysique et éthique du visage de l'homme », in Visage, sens et contresens, éd. Eshel, 1988.
- L'Enracinement et l'ouverture : Conférences de la Sainte Baume, Albin Michel, 1989.
- Écrits sur l'hésychasme : Une tradition contemplative oubliée, éd. Albin Michel, 1990 (présentation en ligne)[55].
- Évagre le Pontique : introduction à Praxis et Gnosis, éd. Albin Michel, 1992.
- Jean Cassien : introduction aux Collations, éd. Albin Michel, 1992[64].
- La Voie du pèlerin, éd. Terre blanche, 1992.
- Homélies de Jean Chrysostome sur l’incompréhensibilité de Dieu, éd. Albin Michel, 1993.
- La vie en Jésus-Christ selon Nicolas Cabasilas et Saint Thomas d’Aquin, Éditions Le Fennec, 1994, réédition, Édition Lazare et Capucine, 2021.
- Jean de la Croix ou La nuit habitée, Le Fennec, coll. « Interprétations », 1994, 67 p., rééd. Édition Lazare et Capucine, 2021.
- Texte de fondation du « Collège International des Thérapeutes », Le Fennec, 1994.
- Manque et plénitude : Éléments pour une mémoire de l'essentiel, Albin Michel, 1994.
- Paroles de Jésus. Sélection et présentation, coll. « Carnets de sagesse », éd. Albin Michel, 1994.
- Maître Eckhart, Toulouse, Terre blanche, 1995 (OCLC 1136039009).
- Désert, déserts, Albin Michel, coll. « Espaces libres », 1996, rééd. 2013.
- Les livres des morts. Tradition du bouddhisme, tradition du christianisme, tradition égyptienne, éd. Albin Michel, 1997.
- Sectes, Églises et religions : Éléments pour un discernement spirituel, Albin Michel, coll. « Espaces libres », 1998.
- Introduction aux « vrais philosophes » : Les Pères grecs : un continent oublié de la pensée occidentale  (Le Grand Livre du mois), éd. Albin Michel, coll. « La Pensée et le Sacré », 1998, rééd. 2014.
- Prendre soin de l’Être : Philon et les Thérapeutes d’Alexandrie, Albin Michel, 1999 (présentation en ligne).
- Paroles d'ermites. Les Pères du désert, coll. « Carnets de sagesse », éd. Albin Michel, 2000.
- La montagne dans l’océan : Méditation et compassion dans le bouddhisme et le christianisme, Albin Michel, 2000 (présentation en ligne)[53].
- L'Icône. Une école du regard, éd. Le Pommier, 2000[44].
- Un art de l'attention, éd. du Relié, 2000, rééd albin michel, 2002 (présentation en ligne)[13].
- Tout est pur pour celui qui est pur : Jésus Marie Madeleine l'Incarnation  (Le Grand Livre du mois), Albin Michel, 2005 (OCLC 470427389)[48].
- Mont Athos : sur les chemins de l'Infini, (photographies de Ferrante Ferranti), éd. Philippe Rey, 216 p., 2007[65]. Prix spiritualités d'aujourd'hui du livre d’Art[66].
- Le « Notre Père » : une lecture spirituelle, Albin Michel, coll. « Spiritualités vivantes », 2007 (présentation en ligne)[43].
- L'immense et l'intime (photos de Jacques Polony, calligraphies de Kitty Sabatier), éd. Isabelle et Jacques Polony, 2008.
- Jésus, Marie-Madeleine et l'incarnation, éd. Albin Michel, 2008[34],[31].
- Les Livres des morts : Tibétain, égyptien, chrétien, Albin Michel, coll. « spiritualités », 2009, 509 p. (ISBN 2226191305).
- Qui est « je suis » ? Connaissance de soi et connaissance du Soi, éd. du Relié, 2009.
- Dictionnaire Amoureux de Jérusalem, Plon, 2010.
- L'Assise et la marche, Albin Michel, 2011.
- Marie-Madeleine sur les chemins de la Sainte Baume, photos: M. Pascal et Djana, coll. Sur les chemins de…, Paris, Presses de la Renaissance, 2008,  (ISBN 978-2-7509-0409-8)[67], rééd. Marie-Madeleine à la Sainte Baume, éd. du Relié, 2012.
- Abécédaire de l’innommable, éd. Snoeck, 2012.
- Faire la paix : paroles et paraboles pour la paix, Paris, Éditions du Relié, 2013, 150 p. (ISBN 9782226326355), rééd. Albin Michel, 2016.
- Pierres de nuit, éd. New York - Paris - Tokyo, Coll. Nouvelles tendances de l'art contemporain, 2014.
- De Nietzsche à maître Eckhart : l'athéisme est une maladie des yeux, la religion aussi, éd. Almora, 2014, rééd. cb 2017[68].
- Sens et sagesse de l'icône, UPR éditions, 2015, rééd 2017, 89 p. (ISBN 9782371680968, présentation en ligne).
- La sagesse qui guérit, Albin Michel, 2015[69].
- Être chrétien aujourd’hui en 40 pages, Uppr, 2015.
- Vers une écologie intégrale : écologie et écosophie, UPPR, 2018, rééd. Entremises, 2020.
- Requiem, entrer dans l'Éternité, (avec CD Jean Paul Dessy), Éditions Le Relié, 2018.
- L'évidence de l'invisible : Anamnèse essentielle, Actes Sud, 2018, 86 p. (ISBN 9782330114466, lire en ligne).
- Les dits de la femme qui brûle : Marguerite Porete, Paris/37-Monts, Almora, 2018, 119 p. (ISBN 9782351183687).
- Sagesse du Mont Athos, Philippe Rey, 2018, 142 p. (ISBN 9782848766621, lire en ligne).
- Il n'y a qu'un seul Dieu, Lequel ?, Philippe Rey, 2018.
- Les portes de la transfiguration, Albin Michel, 2018.
- L'élégance du Soi : Petit traité de l'homme noble, Presses du Châtelet, 2019[70].
- Va! L'esprit et la pratique des Béatitudes, L'Archipel, coll. « La parole qui guérit », 2019, 61 p. (ISBN 9782845927858, lire en ligne).
- Milarepa : Les dits du mont Kailash, suivi de : Les trois voies dans le bouddhisme et le christianisme, Éditions Almora, Groupe CB, 2020[71].
- Un art d’aimer et de vivre par temps de catastrophe, Philippe Rey, 2020, 120 p. (ISBN 9782848768502).
- L’Art du saule : Pour un anthropocène éclairé, prolégomènes à une intercontinentale des consciences, FeniXX et Éditions Lazare et Capucine & Éditions New York, Paris, Tokyo, 2020, 115 p. (ISBN 9782402031844, lire en ligne).
- Métanoïa : une révolution silencieuse, Albin Michel, 2020, 176 p. (ISBN 9782226453884, lire en ligne)[16].
- Qui est mon maître ? À l'écoute de notre intérieur, Presses du Châtelet, 2021  (ISBN 978-2-3819-5007-5) [72].
- Paul maître spirituel : La transmission d’un éblouissement, Paris/58-Clamecy, Médiaspaul, coll. « Paul Apôtre », 2022, 156 p. (ISBN 978-2-7122-1599-6).
- Philocalie des pères du désert : initiation à la sobriété de l’âme, Albin Michel, 2023 (EAN 9782226471345).

### Ouvrages collectifs et entretiens
- avec Emmanuel Levinas, Eva Meyerovitch, et al, Civilisations et transmission de la connaissance, éditions de l'Ouvert, 1985.
- (pt) avec Pierre Weil et Roberto Crema, Normose : A patologia da normalidade, Editora Vozes, 1995[73],[74].
- avec Marie de Hennezel, L'art de mourir : tradition religieuse et spiritualité humaniste face à la mort aujourd’hui , Éditions Robert Laffont, 1997, rééd. Pocket, 2000[75].
- avec Jean-Claude Marol, Ce Corps, paroles de Ma Anandamayi et Jésus, éditions Altess, 1999,  (ISBN 2-84243-041-7).
- Aimer… malgré tout (entretien avec Marie de Solemme), Éditions Dervy, 1999.
- avec André Comte-Sponville, L'art de vivre au présent, coll. « Espaces libres », éd. Albin Michel, 2001.
- avec Faouzi Skali, Lama D.Teundroup, Guérir l’esprit. Le colloque de Bodhgaya , « Espaces libres », éd. Albin Michel, 2004.
- avec Catherine Bensaïd, Qui aime quand « je » t'aime ?, éd. Albin Michel, 2005, rééd. Pocket, 2006)[51]
- avec Christian Bobin, La Grâce de solitude : [dialogue avec Jean-Michel Besnier, Jean-Yves Leloup, Théodore Monod], Paris, Albin Michel, 2006, 104 p. (ISBN 2-85076-959-2)[76].
- avec André Comte-Sponville, Aimer désespérément , éd. Albin Michel, 2007.
- avec Karin Andréa de Guise (université de São Paulo), Les profondeurs oubliées du Christianisme, éd. du Relié, 2007[77],[6].
- avec Marie de Solemme, Philippe Naquet, Paul Ricœur, Stan Rougier, Innocence et culpabilité , éd. Albin Michel, 2007[78].
- avec Pierre Dhombre, Marguerite Kardos : Santé globale, médecine plurielle, Éditions Jouvence, 2008,  (ISBN 978-2883536821).
- collectif avec Lytta Basset, Pascal Bruckner, Eugen Drewermann, Jean-Paul Guetny, Marek Halter, Alain Houziaux, Gérard Miller, Ysé Tardan-Masquelier, Apprendre à être heureux ? , éd. Albin Michel, 2008.
- avec Catherine Arto et Jean-Paul Dessy, Apocalypsis, éd. Isabelle et Jacques Pologny, 2009.

## Filmographie et enregistrements sonores
- Jean-Luc Bouvret : Les Apocalypses de Jean-Yves Leloup, Collection À Contre-Temps, 2011, 60 minutes[79].
- Abel Ferrara, Mary, 2005 (grand prix spécial du jury à la Mostra de Venise 2005)[80],[81].
- Jung et l’esprit gnostique, Paris : Groupe d'études C. G. Jung, 1992 (DL)[82].